# Gaspare Landi

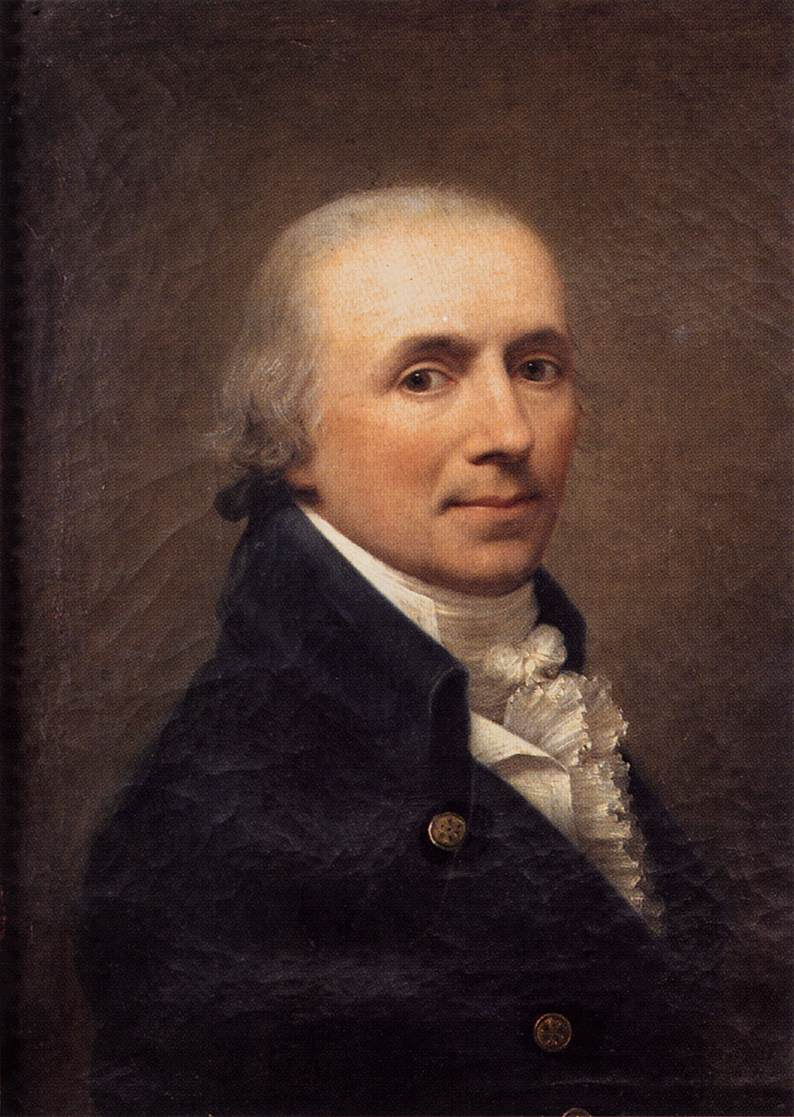
Selbstporträt von Gaspare Landi

Gaspare Landi (* 6. Januar 1756 in Piacenza; † 27. Februar 1830 ebenda) war ein italienischer Maler des Klassizismus.

## Leben
Er wurde als zweites Kind von Ercole Landi und Maria Francesca Rizzi geboren und hatte vier Geschwister. Obwohl der Vater adeliger Herkunft war und auch die Mutter aus gehobenen Verhältnissen stammte, war die familiäre Situation in Gaspares Kindheit und Jugend von finanziellen Sorgen geprägt, sein Vater musste zeitweilig sogar wegen Schulden ins Gefängnis.
In der Folge ging die Familie nach Brescia, wo der Vater Arbeit als Schneider fand und die Mutter und Schwestern in einem Kloster wohnten. Gaspare wurde seinem Onkel Emanuele anvertraut, der als Beamter am herzoglichen Hof von Parma lebte. Bis 1768 ging Landi in eine Jesuitenschule (bis zur Unterdrückung des Ordens), danach besuchte er eine öffentliche Schule. Seine erste künstlerische Ausbildung erhielt er bei dem Maler G. Bandini in Piacenza, danach bildete er sich teilweise autodidaktisch weiter und besuchte auch eine private Kunstschule in Brescia (bei seinem Vater). Nach 1772 setzte er seine Ausbildung in Piacenza zunächst bei A. Porcelli fort, einem Maler, der auf Glasmalerei spezialisiert war. Zusammen mit seinem Freund, dem Dekorateur und Bühnenbildner M. Nicolini, studierte Landi anhand von Stichen selbständig die Werke alter Meister, wie Guercino, Pordenone, Procaccini und Ludovico Carracci.
Am 20. August 1774 heiratete er Diana Giuseppa Albanesi, mit der er zwei Söhne hatte: Alfonso (* 10. Juni 1775) und Pietro Antonio (26. Dezember 1777).

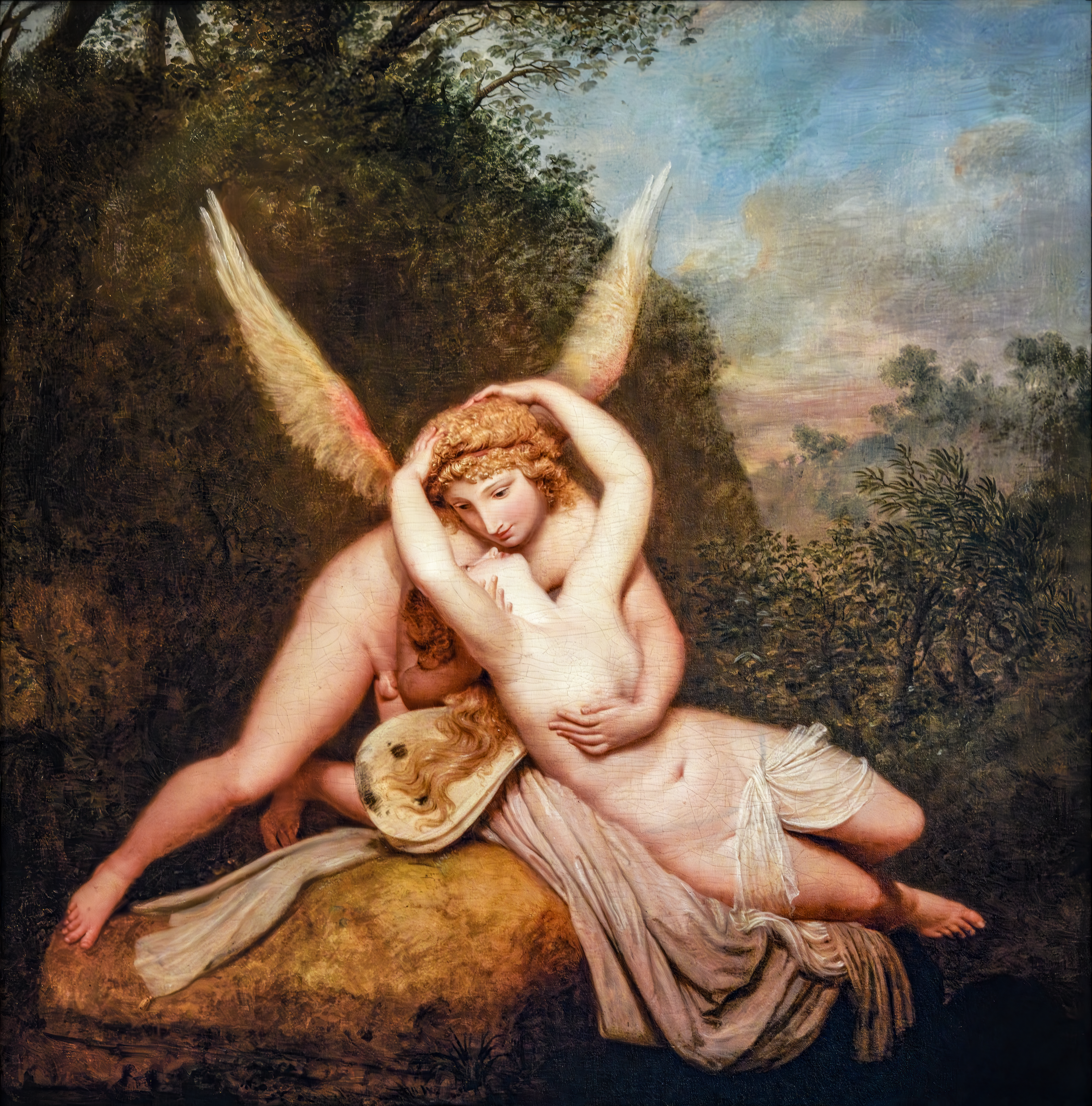
Amor und Psyche, 1794–96 (beeinflusst von Canova)

In den folgenden Jahren entstanden verschiedene Andachtsbilder, Schlachten und Porträts, von denen nur einige Heiligenbilder in Santa Maria di Campagna bekannt sind. Etwa im Jahr 1780 malte Gaspare ein Reiterbildnis des Marchese A. Scotti di Fombio, das ihm die Protektion des Marchese Giovanni Battista Landi delle Caselle einbrachte. Dieser finanzierte ihm einen Studienaufenthalt in Rom, wo er am 20. Juni 1781 bei der Schwester seines Mäzens eintraf, der Marchesa R. Landi della Somaglia.
In Rom war Landi Schüler von Domenico Corvi und von Pompeo Batoni, und studierte die theoretischen Schriften über Malerei von Anton Raphael Mengs. Daneben studierte er vor Ort selbständig die römischen Antiken.
Für seinen Mäzen, den Marchese Landi, malte er als Beweis seiner Fortschritte verschiedene Bilder, darunter: Prometheus an der Klippe (1782, Monza, Musei civici), Paris mit der Nymphe Aenone (1783) und Alexander gibt Campaspe an Appelles (1785–1787).
In den 1780ern gewann Landi auch einige Preise: 1783 den Preis der Accademia von Parma mit der Nachtszene Raub des Palladio (Parma, Galleria nazionale), und 1788 den Primo Curlandese von Bologna, über das Thema Aegeus erkennt Theseus wieder. Diese Erfolge führten wiederum zu einigen internationalen Aufträgen: 1785 malte er für den piemontesischen Fürsten A. Dal Pozzo della Cisterna die Bilder Ariadne und Bacchus, Thetys und Peleus, Amor und Psyche und Der Raub der Proserpina, und 1786 folgte für den Marquis de Créquy das Gemälde Francesca da Rimini (alle verschollen). 1788 malte er für die Basilica di Loreto eine Vergine Addolorata, deren aktueller Verbleib unbekannt ist (Stand 2018).

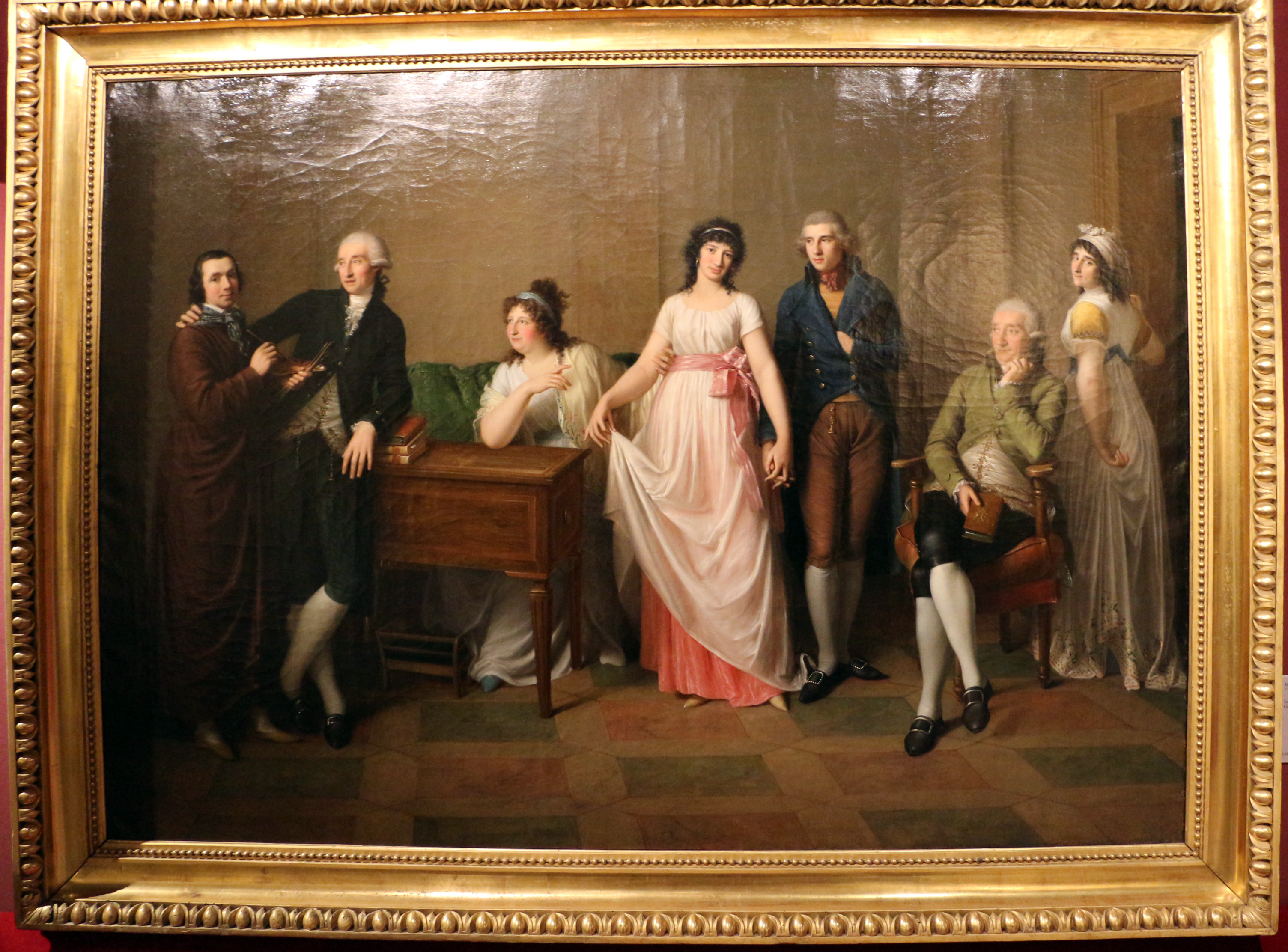
Die Familie des Marchese Giambattista Landi mit Selbstbildnis (ganz links), Turin, Collezione D'Albertas, 1798

Da die Historienmalerei relativ zeitaufwendig und kostspielig war, konzentrierte sich Gaspare Landi in der Folge vor allem auf Andachtsbilder und Porträts, mit denen er so viel Erfolg hatte, dass er mit Angelika Kauffmann rivalisieren konnte, die er im Übrigen sehr schätzte, wegen ihres anmutigen „Grazioso“-Stils, der weit entfernt war von dem heroischen Repertoire der Studenten von der Académie française in Rom.
Es gelang Landi außerdem, wichtige Kontakte zur gebildeten Gesellschaft von Rom zu knüpfen, wie zum Fürsten Sigismondo Chigi (1736–1793) und dem Archäologen Ennio Quirino Visconti, von denen er auch ein Doppelporträt mit dem Fürsten zu Pferde herstellte (Rom, Privatsammlung). Zusammen mit diesen besuchte Landi auch Ausgrabungsstätten und Visconti  fungierte 1795 für Landis Bild Aesculap auch als Berater, bezüglich einer möglichst originalgetreuen griechisch-antiken Atmosphäre. Eine besonders fruchtbare und langlebige Freundschaft verband Landi mit dem Architekten O. Boni und mit dem Komödiendichter G. G. De Rossi, den Herausgebern des Kunstjournals Memorie per le belle arti, das von Chigi finanziert wurde.
1790 hielt sich Landi in Piacenza auf, wo er ein Bild für die Kirche Santa Maria in Torricella ausführte. Während dieser Reise wurde er von Graf Malaspina di Sannazaro in Mailand beim Fürsten A. Barbiano di Belgiojoso eingeführt, den er auch porträtierte. Darüber hinaus lernte er bei diesem Aufenthalt, der bis Juni 1791 dauerte, auch Andrea Appiani kennen, und malte weitere Bildnisse von Mitgliedern des Hauses Belgiojoso, des Mailänder Hofes und der Fürstin Maria Beatrice d’Este.
1792 war Landi wieder in Rom. 1795 starb sein Sohn Alfonso, der erst kurz zuvor seinen Abschluss an der Sapienza gemacht hatte. Landi war auch mit Antonio Canova befreundet, der ihn schon seit den 1780er Jahren künstlerisch beeinflusste, u. a. bei seinem Bild Amor und Psyche (ca. 1794–96; Museo Correr, Venedig).
Bei der Ankunft der Franzosen in Rom 1798 zog sich Landi vorsichtshalber nach Piacenza zurück, wo er sich wieder verschiedenen Porträts widmete.
Wieder in Rom erhielt er nach der Wahl von Pius VII. zum Papst einige wichtige Kirchen-Aufträge, wie die Himmelfahrt Mariens für die Gemeindekirche von Castell’Arquato (1806).  1804 wurden seine Gemälde Il trasporto della Vergine und Die Auffindung des leeren Grabes mit großem Erfolg im Pantheon ausgestellt.  Im gleichen Jahr unterzeichnete er einen Vertrag für das monumentale Bild Aufstieg zum Kalvarienberg für die Kirche San Giovanni in Canale in Piacenza; für das Gegenstück Die Präsentation im Tempel, schlug Landi selber seinen Freund Vincenzo Camuccini vor.  Die beiden Bilder wurden 1809 im Pantheon gleichzeitig ausgestellt und forderten einen akademischen Stilvergleich heraus, wobei man Landi als Erben des venezianischen Kolorits und des lombardischen Chiaroscuro ansah, und Camuccini als Epigonen des toskano-romanischen Disegno. Auch Pietro Giordani verglich in seiner 1811 in Bologna gehalten akademischen Rede die Würde und Feierlichkeit von Camuccini mit der chromatischen Farbpalette und der Gefühlsbetontheit von Landi.
1809 nahm er an einer Ausstellung auf dem Kapitol teil, und wurde von der napoleonisch-französischen Regierung für die Dekoration der neuen kaiserlichen Residenz im Quirinalspalast ausgewählt. Dabei war er zusammen mit Camuccini, Canova, R. Stern, Vivant Denon und M. Daru verantwortlich für die Wahl des ikonografischen Programms und der beteiligten Künstler.  Er selber bekam Ende desselben Jahres den Auftrag für ein Bild Napoleon verhandelt mit Fürst Liechtenstein den Waffenstillstand von Znaim.  Er malte außerdem 1811–1813 für die Sala dello Zodiaco (Saal des Tierkreises) zwei Bilder: Perikles, umgeben von Künstlern und Philosophen besucht die Arbeiten am Partenon und Harun al Raschid in seinem Zelt mit den Weisen des Orient, die beide als Anspielung auf die von Napoleon geförderten Künste und Wissenschaften gedacht waren (heute: Benevento, Museo del Sannio).

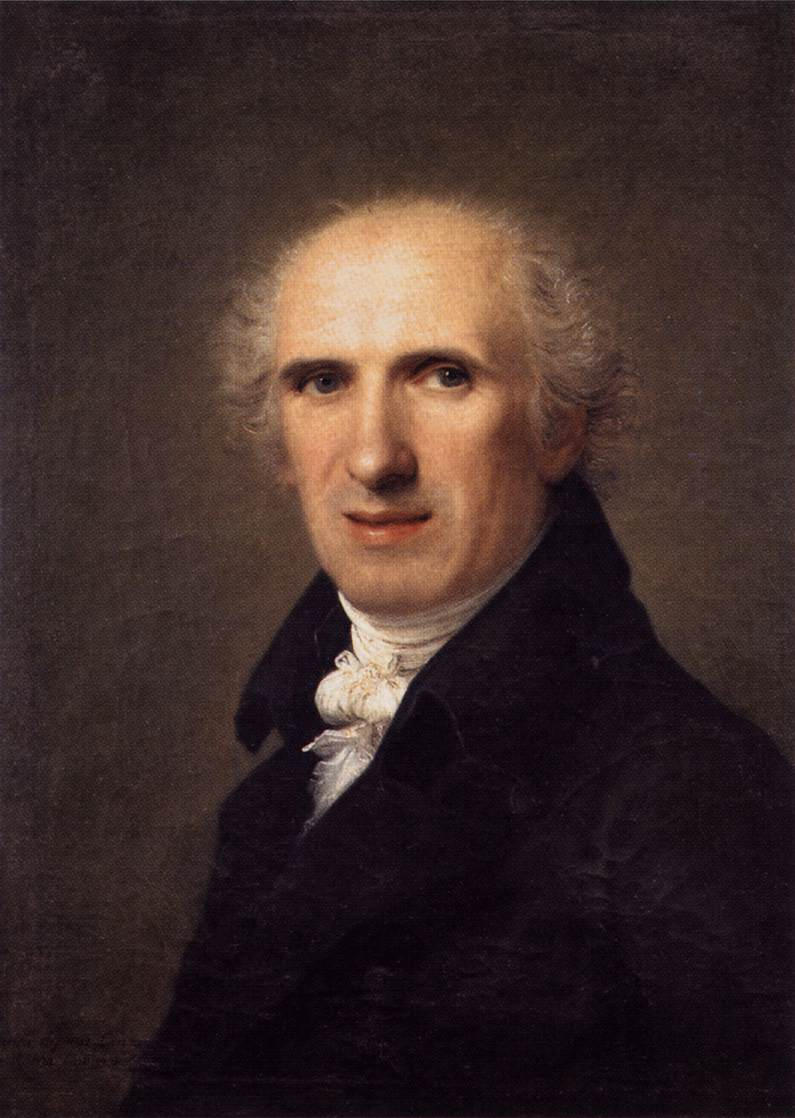
Portrait von Antonio Canova, Galleria Borghese, Rom, 1806

Landi erhielt nun zahlreiche Aufträge. 1812 wurde sein Gemälde Venus und Mars (aktueller Verbleib unbekannt) für den Marquis Giovanni Battista Sommariva im Pariser Salon ausgestellt. Danach war der Maler in Mailand und Pavia, und mit der Ausführung diverser Porträts beschäftigt, darunter auch eins von der Vizekönigin Amalie Auguste von Bayern (Verbleib unbekannt). 1813 malte er für den Grafen B. Mandelli Die drei Marien am Grab Christi, das später in den Besitz des Königs der Niederlande Louis Bonaparte überging und nach der Restauration an die Galerie in Florenz (Palazzo Pitti). 1817 bis 1819 schuf er für die Herzogin von Lucca, Maria Luigia di Borbone, das Gemälde Veturia zu Füßen des Coriolanus (heute: Florenz, Galleria d’arte moderna, 1817–19).
Von 1812 bis 1827 hatte Gaspare Landi den Lehrstuhl für Malerei an der Accademia di San Luca in Rom und war zwischen 1817 und 1820 auch deren Präsident. Ähnliche Posten waren ihm zuvor schon mehrfach angeboten worden von Instituten in Lissabon (1786), Bologna, Mailand und Venedig – aber er hatte sie bis dahin alle abgelehnt. Nachdem Landi an der Accademia auf sein Gehalt verzichtet hatte, weil er es angesichts seiner gesellschaftlichen Position für unangebracht hielt, eins zu nehmen, überließ ihm Canova, als Leiter der Akademie, seine Wohnung mit Studio im Kloster Sant'Apollinare, wo sich die Räumlichkeiten der Schule befanden.
Zwischen 1820 und 1824 zog sich Landi nach Piacenza zurück, wo er einige Ländereien erworben hatte. Danach kehrte er nach Rom zurück, wo er im Auftrag von Ferdinand I. von Bourbon eine Unbefleckte Empfängnis für die Kirche San Francesco di Paola in Neapel malte; die Fertigstellung verzögerte sich bis 1828, auch aufgrund gesundheitlicher Probleme des Malers.
Gaspare Landi starb in Piacenza am 27. Februar 1830.
Unter seinen zahlreichen Schülern befanden sich Tommaso Minardi, G. Silvagni und C. M. Viganoni und Michele Ridolfi.

## Werke (Auswahl)

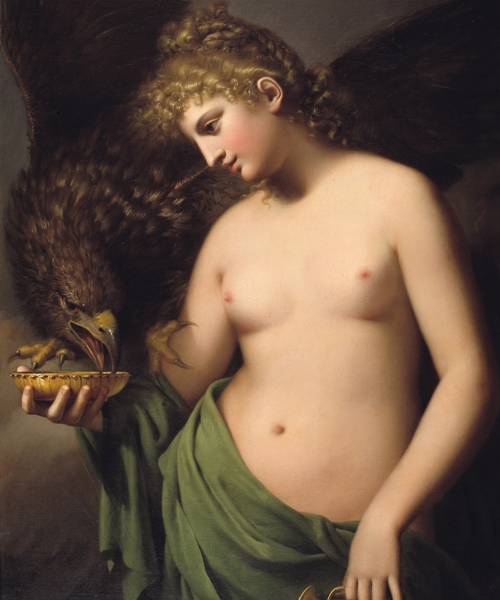
Hebe mit Jupiter in Form eines Adlers, 1790 (?)

- Prometheus an der Klippe, Monza, Musei civici, 1782
- Raub des Palladio, Parma, Galleria nazionale, 1783
- Vergine Addolorata, ehemals in der Basilica di Loreto, jetzt verschollen, 1788
- Doppelportrait des Fürsten Sigismondo Chigi und des Archäologen Ennio Quirino Visconti, Rom, Privatsammlung, um 1790
- Tobias und Sara
- Die Beisetzung der heiligen Jungfrau, Kathedrale zu Piacenza
- Hebe, Brescia, Pinacoteca civica Tosio-Martinengo, 1790
- Agar, Cappella Colleoni, Bergamo, 1790–91
- Hebe, Musei civici di Pavia, Pavia, 1790–1799[2]
- Paris, Musei civici di Pavia, Pavia, 1790–1799[3]
- Hektor und Paris und Die Begegnung von Hektor und Andromaca, Piacenza, Istituto Gazzola, 1794
- Die Malerei weint an der Urne Raffaels, Mailand, Pinacoteca Ambrosiana, 1795
- Amor und Psyche, Museo Correr, Venedig, ca. 1794–96
- Ariadne und Die Hochzeit der Sarah, Parma, Pinacoteca nazionale
- Selbstbildnis mit Giovanni Battista Landi, Privatsammlung
- Jakob und Laban, Mailand, Civica Galleria d’arte moderna, 1797
- Gruppenbild der Familie Landi in Konversation, Turin, Collezione D'Albertas, 1798
- Porträt des Grafen G. Rota, Piacenza, Museo civico, 1798
- Die Hl. Georg und Joseph, Kirche von Le Mose, Piacenza
- Portrait von Antonio Canova, Galleria Borghese, Rom, 1806
- Mariä Himmelfahrt, Collegiata di Castell'Arquato, 1806
- Oedipus in Kolon (ehemals München, Sammlung Messinger)
- Alkibiades, Budapest, Szépművészeti Múzeum, 1806
- Aufstieg zum Kalvarienberg, in der Kirche San Giovanni in Canale, Piacenza, 1809
- Tod der Camilla, Rom, Collezione L. Taverna, 1809
- Napoleon verhandelt mit Fürst Liechtenstein den Waffenstillstand von Znaim, ab 1809
- Perikles, umgeben von Künstlern und Philosophen besucht die Arbeiten am Partenon und Harun al Raschid in seinem Zelt mit den Weisen des Orient (urspr. für den Quirinal in Rom), Benevento, Museo del Sanni, 1811–1813
- Apotheose des Herkules, Privatsammlung, 1813
- Die drei Marien am Grab Christi, Florenz, Palazzo Pitti, um 1813
- Jesus vor den Schriftgelehrten, Piacenza, Museo civico, 1812–16.
- Vetturia zu Füßen von Koriolan, Florenz, Galleria d’arte moderna, 1817–19
- Unbefleckte Empfängnis, in der Kirche San Francesco di Paola, Neapel
- Abschied der Maria Stuart von Paris (Verbleib unbekannt), 1827